# Hans Bürkle (Autor)

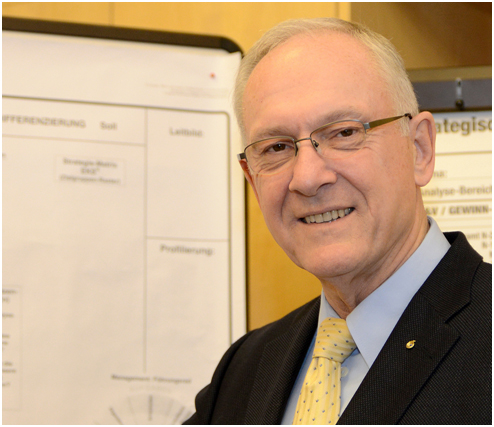
Hans Bürkle im Workshop mit dem EKS-Strategietableau (2016)

Hans Bürkle (* 31. Oktober 1946 in Lörrach; † 12. Dezember 2024 in Nierstein) war ein deutscher Unternehmensberater und Fachbuch-Autor.

## Werdegang
Nach dem BWL-Studium an den Universitäten Stuttgart und Würzburg startete Hans Bürkle 1975 seine Laufbahn als Assistent bei Professor Wolfgang Mewes in Frankfurt am Main im Bereich Management-Fortbildung. Von 1981 bis 1989 war er als Unternehmens- und Karriereberater selbstständig. Dann wurde er für fünf Jahre in den Vorstand der Schaerf AG (damals Marktführer Büromöbel, Worms) berufen. 1994 nahm er seine Beratungs- und Seminartätigkeit wieder auf. Bis 2013 war er in diversen mittelständischen Unternehmen als Beirat tätig.
Parallel dazu war er Gründungs- bzw. Vorstandsmitglied in Vereinigungen wie Gabal e. V., Beratergruppe Strategie e. V., EKS-Akademie, Bundesverband StrategieForum e. V. sowie Lehrbeauftragter für EKS-Strategie an den Universitäten Stuttgart, Halle/Merseburg und Worms.
Bekannt wurde Hans Bürkle durch sein Buch Aktive Karrierestrategie sowie sein vielfach eingesetztes Handwerkszeug zur Strategieentwicklung für Unternehmen, das EKS-Strategietableau. Bis Ende 2019 betrieb er zusammen mit seiner Frau ein kleines Hotel in Nierstein bei Mainz.

## Publikationen (Auswahl)
- mit Hardy Wagner: Erfolgs-Methodologie. Arbeitsbuch zur Erfolgsverursachung (= Schriftenreihe Stufen zum Erfolg, Band 4), Books on Demand, Norderstedt 2019, ISBN 978-3-7481-8664-9.
- Aktive Karrierestrategie. Erfolgsmanagement in eigener Sache, 4. Aufl., Springer Gabler, Wiesbaden 2013, ISBN 978-3-8349-4459-7.
- (Hrsg.): Mythos Strategie. Mit der richtigen Strategie zur Marktführerschaft – Die Erfolgsstrategien von 15 regionalen und globalen Marktführern, 2. Aufl., Springer Gabler, Wiesbaden 2012, ISBN 978-3-8349-3596-0.
- Karrierestrategie und Bewerbungstraining für den erfahrenen Ingenieur, 2. Aufl., Springer, Berlin/Heidelberg 2004, ISBN 978-3-642-62240-3.
- Karriereführer für Chemiker. Beruflicher Erfolg durch Aktiv-Bewerbung und Management in eigener Sache, Wiley 2003, ISBN 3-527-50069-3.
- mit Bernd Brogsitter (Hrsg.): Die Kunst, sich zu vermarkten. Ein Bewerbungsratgeber für Ein- und Umsteiger, 4. Aufl., Schäffer-Poeschel, Stuttgart 1998, ISBN 3-7910-1264-9.
- et al. (Hrsg.): Stellensuche und Karrierestrategie. Wie Sie Ihre Laufbahn selbst bestimmen, Gabler Verlag, Wiesbaden 1993, ISBN 978-3-409-13982-3.
- mit Bernd Brogsitter (Hrsg.): Bewerbungsratgeber für Ein- und Umsteiger, Fischer 1992, ISBN 3-596-11060-2.
- mit Bernd Brogsitter (Hrsg.): Die Kunst, sich zu vermarkten. Ein Bewerbungsratgeber für Ein- und Umsteiger, mit zusätzlichen Erfolgsbeispielen von DDR-Bürgern, 1991, ISBN 3-7910-0562-6.
- Aktive Karrierestrategie: Erfolgsmanagement in eigener Sache, FAZ/Gabler 1986, ISBN 3-409-19103-8.

## Auszeichnung
- 2012: Ehrenpreis des Bundesverband StrategieForum e. V. für das Lebenswerk[8]